# Anne-Marie Colchen
Anne-Marie Colchen-Maillet, francoska atletinja in košarkarka, * 8. december 1925, Le Havre, Francija, † 26. januar 2017.
V atletiki je nastopila na poletnih olimpijskih igrah leta 1948, kjer je zasedla štirinajsto mesto v skoku v višino. Na evropskih prvenstvih je leta 1946 osvojila naslov prvakinje v tej disciplini in podprvakinje v štafeti 4x100 m. Štirikrat je postala francoska državna prvakinja v skoku v višino.
V košarki je s francosko reprezentanco osvojila bronasto medaljo na svetovnem prvenstvu leta 1953 ter trikrat naslov francoske klubske državne prvakinje.